# Temporada 2025 de Fórmula Winter Series
La temporada 2025 de Fórmula Winter Series fue la tercera edición de dicha competición. Comenzó el 30 de enero en Portimão y finalizó el 9 de marzo en Barcelona.
Gabriel Gomez fue el campeón de esta edición, mientras que el equipo US Racing se quedó con el título de equipos.

## Equipos y pilotos
| Equipos               | N.º | Piloto                   | Estado | Rondas |
| --------------------- | --- | ------------------------ | ------ | ------ |
| Van Amersfoort Racing | 3   | Maksimilian Popov        |        | Todas  |
| Van Amersfoort Racing | 38  | Aleksander Ruta          | N      | 4      |
| Van Amersfoort Racing | 48  | Gino Trappa              |        | 2-3    |
| Van Amersfoort Racing | 66  | Dante Vinci              | N      | Todas  |
| Van Amersfoort Racing | 94  | Payton Westcott          | N F    | Todas  |
| Hitech TGR            | 4   | Nina Gademan             | F      | 1-3    |
| Hitech TGR            | 4   | Emily Cotty              | F      | 4      |
| Hitech TGR            | 5   | Fionn McLaughlin         | N      | Todas  |
| Hitech TGR            | 6   | Leo Robinson             |        | Todas  |
| Hitech TGR            | 7   | Thomas Bearman           | N      | Todas  |
| US Racing             | 8   | Luka Sammalisto          |        | 1, 4   |
| US Racing             | 10  | Andrija Kostić           |        | Todas  |
| US Racing             | 15  | Edu Robinson             |        | 1-2    |
| US Racing             | 19  | Kabir Anurag             |        | Todas  |
| US Racing             | 50  | Jan Koller               |        | 2, 4   |
| US Racing             | 71  | Maxim Rehm               |        | Todas  |
| US Racing             | 78  | Gabriel Gomez            |        | Todas  |
| AKM Motorsport        | 11  | Georgy Zhuravskiy        |        | 1      |
| AKM Motorsport        | 12  | Joanne Ciconte           | N F    | 1-2    |
| AKM Motorsport        | 12  | Ginevra Panzeri          | N F    | 3-4    |
| AKM Motorsport        | 14  | Guy Albag                | N      | 2      |
| AKM Motorsport        | 14  | Marcus Sæter             | N      | 3      |
| AKM Motorsport        | 14  | Davide Larini            |        | 4      |
| Campos Racing         | 16  | Alisha Palmowski         | F      | 1-2    |
| Campos Racing         | 17  | Rafaela Ferreira         | F      | 1, 3   |
| Campos Racing         | 82  | Chloe Chambers           | F      | 2-3    |
| AS Motorsport         | 18  | Mathilda Paatz           | F      | Todas  |
| AS Motorsport         | 61  | Andrea Dupe              | N      | Todas  |
| AS Motorsport         | 62  | Sebastian Bach           |        | 1-3    |
| Jenzer Motorsport     | 20  | Enea Frey                |        | Todas  |
| Jenzer Motorsport     | 21  | Bart Harrison            |        | Todas  |
| Jenzer Motorsport     | 23  | Artem Severiukhin        | N      | Todas  |
| Jenzer Motorsport     | 24  | Alba Hurup Larsen        | N F    | 1-3    |
| Jenzer Motorsport     | 24  | Javier Harrera           |        | 4      |
| Maffi Racing          | 22  | Teodor Borenstein        |        | Todas  |
| Maffi Racing          | 27  | Kornelia Olkucka         | F      | 1      |
| Maffi Racing          | 91  | Kornelia Olkucka         | F      | 2-4    |
| Maffi Racing          | 31  | Kirill Kutskov           |        | 1, 4   |
| Maffi Racing          | 84  | David Walther            | N      | 2-3    |
| Renauer Motorsport    | 25  | Simon Schranz            | N      | Todas  |
| Viola Formula Racing  | 29  | Ludovico Busso           | N      | 4      |
| Cram Motorsport       | 35  | Aiva Anagnostiadis       | F      | 1      |
| Cram Motorsport       | 37  | Aleksander Ruta          | N      | 1-3    |
| Cram Motorsport       | 39  | Elia Weiss               | N      | 3-4    |
| Cram Motorsport       | 83  | Ricardo Miranda Baptista | N      | 2      |

| Icono | Estado          |
| ----- | --------------- |
| N     | Novato          |
| F     | Trofeo Femenino |

## Calendario
| Ronda   | Ronda | Circuito                                     | Fecha                    |
| ------- | ----- | -------------------------------------------- | ------------------------ |
| 1       | C1    | Autódromo Internacional do Algarve, Portimão | 30 de enero-2 de febrero |
| 1       | C2    | Autódromo Internacional do Algarve, Portimão | 30 de enero-2 de febrero |
| 1       | C3    | Autódromo Internacional do Algarve, Portimão | 30 de enero-2 de febrero |
| 2       | C1    | Circuito Ricardo Tormo, Cheste               | 13-16 de febrero         |
| 2       | C2    | Circuito Ricardo Tormo, Cheste               | 13-16 de febrero         |
| 2       | C3    | Circuito Ricardo Tormo, Cheste               | 13-16 de febrero         |
| 3       | C1    | MotorLand Aragón, Alcañiz                    | 1-3 de marzo             |
| 3       | C2    | MotorLand Aragón, Alcañiz                    | 1-3 de marzo             |
| 3       | C3    | MotorLand Aragón, Alcañiz                    | 1-3 de marzo             |
| 4       | C1    | Circuito de Barcelona-Cataluña, Montmeló     | 6-9 de marzo             |
| 4       | C2    | Circuito de Barcelona-Cataluña, Montmeló     | 6-9 de marzo             |
| 4       | C3    | Circuito de Barcelona-Cataluña, Montmeló     | 6-9 de marzo             |
| Fuente: |       |                                              |                          |

## Resultados
| Ronda | Ronda | Ronda     | Pole Position | Vuelta rápida     | Piloto ganador   | Equipo ganador | Novato ganador   | Ganadora Trofeo Femenino |
| ----- | ----- | --------- | ------------- | ----------------- | ---------------- | -------------- | ---------------- | ------------------------ |
| 1     | C1    | Portimão  | Gabriel Gomez | Gabriel Gomez     | Gabriel Gomez    | US Racing      | Fionn McLaughlin | Nina Gademan             |
| 1     | C2    | Portimão  |               | Gabriel Gomez     | Gabriel Gomez    | US Racing      | Thomas Bearman   | Nina Gademan             |
| 1     | C3    | Portimão  | Edu Robinson  | Artem Severiukhin | Fionn McLaughlin | Hitech TGR     | Fionn McLaughlin | Nina Gademan             |
| 2     | C1    | Valencia  | Gabriel Gomez | Gabriel Gomez     | Gabriel Gomez    | US Racing      | Dante Vinci      | Nina Gademan             |
| 2     | C2    | Valencia  |               | Kabir Anurag      | Maxim Rehm       | US Racing      | Dante Vinci      | Nina Gademan             |
| 2     | C3    | Valencia  | Gabriel Gomez | Leo Robinson      | Leo Robinson     | Hitech TGR     | Dante Vinci      | Chloe Chambers           |
| 3     | C1    | Aragón    | Gabriel Gomez | Kabir Anurag      | Kabir Anurag     | US Racing      | Fionn McLaughlin | Nina Gademan             |
| 3     | C2    | Aragón    |               | Fionn McLaughlin  | Fionn McLaughlin | Hitech TGR     | Fionn McLaughlin | Nina Gademan             |
| 3     | C3    | Aragón    | Kabir Anurag  | Maxim Rehm        | Fionn McLaughlin | Hitech TGR     | Fionn McLaughlin | Payton Westcott          |
| 4     | C1    | Barcelona | Leo Robinson  | Kabir Anurag      | Leo Robinson     | Hitech TGR     | Fionn McLaughlin | Emily Cotty              |
| 4     | C2    | Barcelona |               | Leo Robinson      | Leo Robinson     | Hitech TGR     | Fionn McLaughlin | Mathilda Paatz           |
| 4     | C3    | Barcelona | Maxim Rehm    | Aleksander Ruta   | Kabir Anurag     | US Racing      | Thomas Bearman   | Ginevra Panzeri          |

## Clasificaciones

### Sistema de puntuación
| Posición | 1.º | 2.º | 3.º | 4.º | 5.º | 6.º | 7.º | 8.º | 9.º | 10.º | Pole | VR |
| Puntos   | 25  | 18  | 15  | 12  | 10  | 8   | 6   | 4   | 2   | 1    | 2    | 1  |

### Campeonato de Pilotos
| Pos. | Piloto                   | POR | POR | POR | VAL | VAL | VAL | ARA | ARA | ARA | BAR | BAR | BAR | Puntos |
| ---- | ------------------------ | --- | --- | --- | --- | --- | --- | --- | --- | --- | --- | --- | --- | ------ |
| 1    | Gabriel Gomez            | 1   | 1   | 3   | 1   | 3   | 2   | 2   | 3   | 3   | Ret | 5   | 4   | 204    |
| 2    | Leo Robinson             | 2   | Ret | 2   | 2   | 2   | 1   | Ret | 6   | 11  | 1   | 1   | 8   | 163    |
| 3    | Fionn McLaughlin         | 5   | 23  | 1   | 7   | 8   | 8   | 3   | 1   | 1   | 2   | 2   | 24  | 151    |
| 4    | Kabir Anurag             | Ret | DNS | 8   | 4   | 4   | 4   | 1   | 2   | 5   | 3   | Ret | 1   | 138    |
| 5    | Maksimilian Popov        | 9   | 3   | 29  | 5   | 5   | 3   | 4   | 4   | 4   | 21  | Ret | 13  | 88     |
| 6    | Maxim Rehm               | DSQ | DSQ | DSQ | 3   | 1   | 7   | Ret | 7   | 2   | 6   | 7   | Ret | 87     |
| 7    | Bart Harrison            | 7   | 8   | 7   | 9   | 11  | 9   | Ret | 5   | 6   | Ret | 3   | 3   | 68     |
| 8    | Thomas Bearman           | 24  | 5   | 4   | 24† | 16  | 15  | 6   | 8   | 14  | 23  | 6   | 2   | 60     |
| 9    | Enea Frey                | Ret | 7   | 6   | 8   | 12  | 6   | 7   | 15  | 7   | 7   | 25  | 5   | 54     |
| 10   | Artem Severiukhin        | 21  | 11  | 9   | 23  | Ret | 10  | 8   | 16  | 9   | 4   | 4   | 6   | 42     |
| 11   | Andrija Kostić           | 4   | 6   | 28  | 22  | 6   | 11  | 5   | 11  | 18  | 12  | 9   | 19  | 40     |
| 12   | Edu Robinson             | 3   | 2   | 10  | 25† | 9   | 20  |     |     |     |     |     |     | 38     |
| 13   | Luka Sammalisto          | 10  | 4   | 5   |     |     |     |     |     |     | 8   | 10  | 9   | 30     |
| 14   | Dante Vinci              | 25  | 21  | 15  | 6   | 7   | 5   | 20  | 9   | 16  | 13  | 12  | 12  | 26     |
| 15   | Nina Gademan F           | 6   | 10  | 11  | 11  | 10  | 14  | 9   | 10  | 22  |     |     |     | 13     |
| 16   | Davide Larini            |     |     |     |     |     |     |     |     |     | 5   | 24  | 10  | 11     |
| 17   | Kirill Kutskov           | 8   | 14  | 24  |     |     |     |     |     |     | 16  | 20  | 7   | 10     |
| 18   | Andrea Dupe              | 11  | 18  | 21  | 13  | 19  | 29† | 11  | 13  | 12  | 10  | 8   | 15  | 5      |
| 19   | Simon Schranz            | 26† | 12  | 14  | 17  | 27  | 27  | Ret | 18  | 8   | DNS | 11  | 18  | 4      |
| 20   | Sebastian Bach           | 18  | 9   | 16  | 12  | 22  | Ret | Ret | 12  | 10  |     |     |     | 3      |
| 21   | Jan Koller               |     |     |     | 15  | 14  | Ret |     |     |     | 9   | 15  | 11  | 2      |
| 22   | Aleksander Ruta          | 22  | Ret | 17  | Ret | 23  | 28† | 10  | 22  | 15  | 11  | 16  | 22  | 2      |
| 23   | Gino Trappa              |     |     |     | 10  | 13  | 22  | 13  | 14  | 25  |     |     |     | 1      |
| 24   | Alisha Palmowski F       | 13  | 13  | 12  | Ret | 15  | 24  |     |     |     |     |     |     | 0      |
| 25   | Rafaela Ferreira F       | 16  | Ret | 20  |     |     |     | 12  | 24  | 23  |     |     |     | 0      |
| 26   | Teodor Borenstein        | 12  | 19  | 25  | 18  | 29  | 26  | 17  | 23  | 27  | 17  | 21  | 27  | 0      |
| 27   | David Walther            |     |     |     | Ret | 20  | 12  | 23  | 19  | 21  |     |     |     | 0      |
| 28   | Payton Westcott F        | 17  | 17  | 23  | 19  | 24  | 17  | 15  | Ret | 13  | 19  | 23  | 25  | 0      |
| 29   | Elia Weiss               |     |     |     |     |     |     | 24  | 20  | 28  | 20  | 13  | 16  | 0      |
| 30   | Georgy Zhuravskiy        | Ret | 16  | 13  |     |     |     |     |     |     |     |     |     | 0      |
| 31   | Chloe Chambers F         |     |     |     | 21  | 17  | 13  | 22  | 26  | 20  |     |     |     | 0      |
| 32   | Mathilda Paatz F         | 14  | Ret | 18  | 16  | 21  | 18  | 16  | 27  | 26  | 18  | 14  | 26  | 0      |
| 33   | Ludovico Busso           |     |     |     |     |     |     |     |     |     | 14  | 17  | 14  | 0      |
| 34   | Alba Hurup Larsen F      | 15  | 15  | 19  | Ret | 30† | 21  | 14  | 21  | 17  |     |     |     | 0      |
| 35   | Guy Albag                |     |     |     | 14  | 18  | 19  |     |     |     |     |     |     | 0      |
| 36   | Emily Cotty F            |     |     |     |     |     |     |     |     |     | 15  | 18  | 23  | 0      |
| 37   | Joanne Ciconte F         | 19  | 20  | 22  | Ret | 26  | 16  |     |     |     |     |     |     | 0      |
| 38   | Marcus Sæter             |     |     |     |     |     |     | 18  | 17  | 19  |     |     |     | 0      |
| 39   | Ginevra Panzeri F        |     |     |     |     |     |     | 19  | 25  | 24  | 22  | Ret | 17  | 0      |
| 40   | Javier Herrera           |     |     |     |     |     |     |     |     |     | 25† | 19  | 21  | 0      |
| 41   | Kornelia Olkucka F       | 23  | 22  | 27  | 20  | 28  | 25  | 21  | 28  | 29  | 24  | 22  | 20  | 0      |
| 42   | Aiva Anagnostiadis F     | 20  | 24  | 26  |     |     |     |     |     |     |     |     |     | 0      |
| 43   | Ricardo Miranda Baptista |     |     |     | 26† | 25  | 23  |     |     |     |     |     |     | 0      |
| Pos. | Piloto                   | POR | POR | POR | VAL | VAL | VAL | ARA | ARA | ARA | BAR | BAR | BAR | Puntos |

| Color     | Resultado                                                               |
| --------- | ----------------------------------------------------------------------- |
| Oro       | Ganador                                                                 |
| Plata     | 2.ª plaza                                                               |
| Bronce    | 3.ª plaza                                                               |
| Verde     | Finalizó en los puntos                                                  |
| Azul      | Finalizó sin puntos                                                     |
| Azul      | NC - No clasificado                                                     |
| Violeta   | Ret - No terminó (Carrera)                                              |
| Rojo      | DNQ - No se clasificó                                                   |
| Negro     | DSQ - Descalificado                                                     |
| Blanco    | DNS - No empezó (carrera)                                               |
| Blanco    | WD - Retirado (fin de semana)                                           |
| Blanco    | C - Carrera cancelada                                                   |
| Sin color | DNP - Inscrito pero no participó                                        |
| Sin color | INJ - Lesionado                                                         |
| Sin color | EX - Excluido                                                           |
| Estado    | Resultado                                                               |
| Negrita   | Pole position                                                           |
| Cursiva   | Vuelta rápida                                                           |
| †         | Abandona, pero clasifica al completar el porcentaje requerido para ello |

| Novato |                 |
| F      | Trofeo Femenino |

### Campeonato de Equipos
| Pos. | Equipo                | POR | POR | POR | VAL | VAL | VAL | ARA | ARA | ARA | BAR | BAR | BAR | Puntos |
| ---- | --------------------- | --- | --- | --- | --- | --- | --- | --- | --- | --- | --- | --- | --- | ------ |
| 1    | US Racing             | 1   | 1   | 3   | 1   | 1   | 2   | 1   | 2   | 2   | 3   | 5   | 1   | 403    |
| 1    | US Racing             | 3   | 2   | 5   | 3   | 3   | 4   | 2   | 3   | 3   | 6   | 7   | 4   | 403    |
| 2    | Hitech TGR            | 2   | 5   | 1   | 2   | 2   | 1   | 3   | 1   | 1   | 1   | 1   | 2   | 346    |
| 2    | Hitech TGR            | 5   | 10  | 2   | 7   | 8   | 8   | 6   | 6   | 11  | 2   | 2   | 8   | 346    |
| 3    | Jenzer Motorsport     | 7   | 7   | 6   | 8   | 11  | 6   | 7   | 5   | 6   | 4   | 3   | 3   | 150    |
| 3    | Jenzer Motorsport     | 15  | 8   | 7   | 9   | 12  | 9   | 8   | 15  | 7   | 7   | 4   | 5   | 150    |
| 4    | Van Amersfoort Racing | 9   | 3   | 15  | 5   | 5   | 3   | 4   | 4   | 4   | 13  | 12  | 12  | 114    |
| 4    | Van Amersfoort Racing | 17  | 17  | 23  | 6   | 7   | 5   | 13  | 9   | 13  | 19  | 23  | 13  | 114    |
| 5    | AKM Motorsport        | 19  | 16  | 13  | 14  | 18  | 16  | 18  | 17  | 19  | 5   | 24  | 10  | 11     |
| 5    | AKM Motorsport        | Ret | 20  | 22  | Ret | 26  | 19  | 19  | 25  | 24  | 22  | Ret | 17  | 11     |
| 6    | Maffi Racing          | 8   | 14  | 24  | 18  | 20  | 12  | 15  | 19  | 21  | 16  | 20  | 7   | 10     |
| 6    | Maffi Racing          | 12  | 19  | 25  | 20  | 28  | 25  | 21  | 23  | 27  | 17  | 21  | 20  | 10     |
| 7    | AS Motorsport         | 11  | 9   | 16  | 12  | 19  | 18  | 11  | 12  | 10  | 10  | 8   | 15  | 8      |
| 7    | AS Motorsport         | 14  | 18  | 18  | 13  | 21  | 29† | 17  | 13  | 12  | 18  | 14  | 26  | 8      |
| 8    | Renauer Motorsport    | 26† | 12  | 14  | 17  | 27  | 27  | Ret | 18  | 8   | DNS | 11  | 18  | 4      |
| 9    | Cram Motorsport       | 20  | 24  | 17  | 26† | 23  | 23  | 10  | 20  | 15  | 20  | 13  | 16  | 1      |
| 9    | Cram Motorsport       | 22  | Ret | 26  | Ret | 25  | 28† | 24  | 22  | 28  |     |     |     | 1      |
| 10   | Campos Racing         | 13  | 13  | 12  | 21  | 15  | 13  | 12  | 24  | 20  |     |     |     | 0      |
| 10   | Campos Racing         | 16  | Ret | 20  | Ret | 17  | 24  | 22  | 26  | 23  |     |     |     | 0      |
| Pos. | Equipo                | POR | POR | POR | VAL | VAL | VAL | ARA | ARA | ARA | BAR | BAR | BAR | Puntos |

### Citas
1. ↑  «Europe’s premiere Winter Racing Series». Fórmula Winter Series (en inglés). Consultado el 26 de marzo de 2025.
2. ↑  Gomes, Rafael (9 de marzo de 2025). «Em Barcelona, Gabriel Gomez é campeão da F4 Winter Series 2025». Globo (en portugués de Brasil). Consultado el 26 de marzo de 2025.
3. ↑  «Gedlich Racing reveals 2025 Winter Series calendar». Autosport (en inglés). Motorsport Network. 7 de junio de 2024. Consultado el 26 de marzo de 2025.